# Iluileq (ö i Grönland)
Iluileq är en ö i Grönland (Kungariket Danmark).   Den ligger i kommunen Kujalleq, i den södra delen av Grönland. Arean är 67 kvadratkilometer.
Terrängen på Iluileq är kuperad. Öns högsta punkt är 728 meter över havet. Den sträcker sig 6,7 kilometer i nord-sydlig riktning, och 19,0 kilometer i öst-västlig riktning. Iluileq är permanent täckt av is och snö.